# Avraham Munder
Avraham Munder, né en 1945 en Israël et mort en 2024 à Khan Younès, est un  membre du Kibboutz Nir Oz, kidnappé par le Hamas et emmené à Gaza durant le massacre de Nir Oz le 7 octobre 2023. Le corps de Avraham Munder est trouvé et identifié par Tzahal, à Khan Younès, le 20 août 2024.

## Biographie
Avraham Munder est né en 1945. Son épouse, Ruth Munder, est née la même année. Ils sont membres du Kibboutz Nir Oz. Ils ont un fils, Roi Munder, qui vit au Kibboutz. Ils ont une fille Keren Munder, 54 ans, mère d'Ohad Munder-Zichri, 8 ans, qui vivent à Kfar Saba. Ohad est le seul petit-fils.

### Kidnappé par Hamas
Le 7 octobre 2023, Avraham Munder, 78 ans, est kidnappé du Kibboutz Nir Oz par les terroristes du Hamas et emmené à Gaza. Ruti Munder, Keren Munder, et Ohad, sont également enlevés. Ces trois derniers sont libérés le 24 novembre dans le cadre d'un accord de cessez-le-feu temporaire négocié par le Qatar et les États-Unis entre le Hamas et Israël,,.
Roi Munder est tué le 7 octobre 2023 et enterré le 22 octobre 2023.
Karen Munder et cinq autres femmes sont détenues dans une pièce d'un hôpital avec le Hamas à leurs côtés.
Avraham n'est pas en bonne santé, marche avec une canne et a une mauvaise vue.
Après plusieurs semaines, on demande à Nili Margalit, une infirmière membre du même Kibboutz qu'Avraham Munder, elle-même une otage, d'examiner, dans une autre zone. d'autres otages nécessitant des soins médicaux: Amiram Cooper, Avraham Munder et Margalit Moses. Elle mesure leur tension artérielle. Celle d'Avraham Munder est très basse, alors elle lui administre une perfusion intraveineuse de liquides. Avraham Munder est toujours détenu par Hamas à Gaza.

### Mort
Le corps de Avraham Munder est trouvé et identifié par Tzahal, à Khan Younès, le 20 août 2024.